# Reliques attribuées à Jésus
 (mars 2013).
Si vous disposez d'ouvrages ou d'articles de référence ou si vous connaissez des sites web de qualité traitant du thème abordé ici, merci de compléter l'article en donnant les références utiles à sa vérifiabilité et en les liant à la section « Notes et références ».

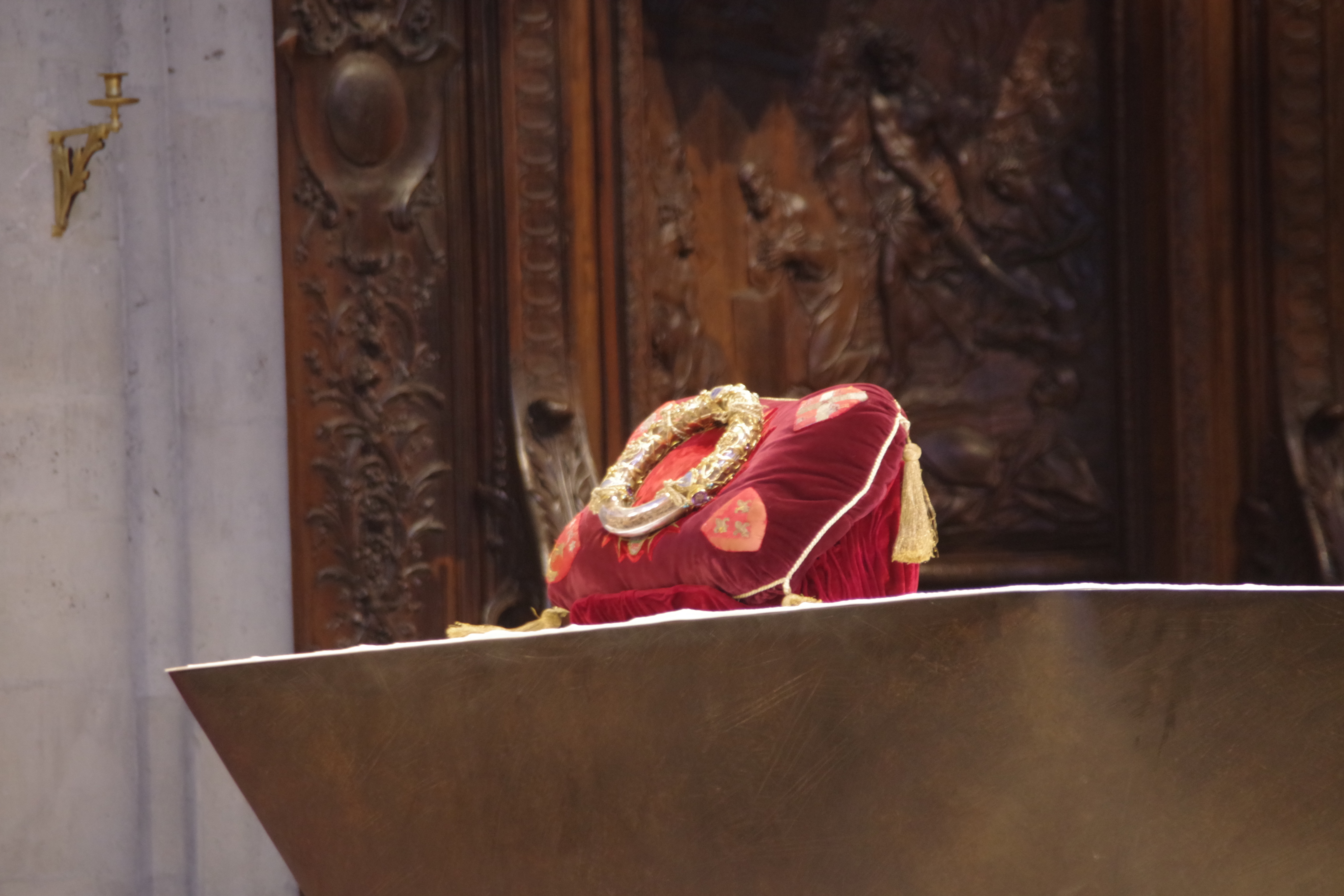
Sainte Couronne à Notre-Dame de Paris.

Un certain nombre de reliques associées à Jésus ont fait l'objet de vénération tout au long de l'histoire du christianisme. Il s'agit essentiellement de reliques liées à la crucifixion et à la mise au tombeau (morceaux de la croix, couronne d'épines, tissus divers, etc.), ou à l'épisode de la nativité.
Si certains croient en leur authenticité, ces objets ayant d'ailleurs fait l'objet d'un culte particulièrement développé au Moyen Âge à travers toute l'Europe, d'autres en doutent profondément. Par exemple, au XVIe siècle, le théologien catholique et humaniste Érasme écrit ironiquement à propos de la prolifération des reliques, évoquant le nombre de bâtiments qui auraient pu être construits à partir du bois de la croix utilisée dans la crucifixion du Christ. De même, alors que des experts argumentent pour savoir si le Christ a été crucifié avec trois ou quatre clous, plus de 30 « saints clous » continuent à être vénérés comme des reliques à travers l'Europe. Le Christ n'ayant pas laissé de reliques corporelles à la suite de son Ascension, selon la tradition religieuse, les catholiques et orthodoxes ont donc vénéré principalement des reliques de contact, les protestants rejetant la vénération de ces objets.
Quelques reliques, comme les restes supposés de la Couronne d'épines, ne reçoivent qu'un faible nombre de pèlerins, tandis que d'autres, tels le Suaire de Turin (associé à une dévotion catholique approuvée à la Sainte Face de Jésus), reçoivent des millions de pèlerins, y compris les papes Jean-Paul II et Benoît XVI, même si l'Église catholique ne reconnait pas officiellement ce dernier comme une relique.

## Reliques principales

### Linceuls et faces
On connaît un certain nombre d'images acheiropoïètes (du grec αχειροποίητα, littéralement « non fait de main d'homme »), supposées être le visage de Jésus, des impressions de son visage ou de son corps sur un morceau de tissu. Dans la plupart des cas, ces images font l'objet d'intenses débats et de spéculations. Certaines images existent sous forme physique, d'autres sont seulement connues par des documents écrits.

#### Le suaire de Turin

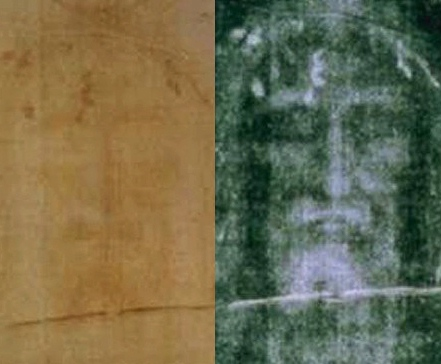
Une photo récente du Suaire de Turin. Le visage : à gauche en positif, à droite, en négatif contrasté.

Le Saint Suaire de Turin est la relique la plus connue de Jésus et l'un des objets les plus étudiés de l'histoire humaine. 
Différents tests ont été effectués sur le linceul, dont la datation par le carbone 14 en 1988, qui a donné des résultats indiquant que la pièce de tissu date du Moyen Âge. Une partie des catholiques contestent ces résultats. Cependant, en 2022, un nouveau test est mené sur le linceul, l’étude WAXS utilisant une technique qui mesure la vieillissement naturel de la cellulose de lin grâce aux rayons X. Les résultats ont été comparés avec des tissus datant de -3000 avant J-C et 2000 ans après J-C et ces résultats indiquent que le linceul daterait bien de plus de 2000 ans ; plus précisément le niveau de l’usure du linceul s’est révélé particulièrement proche d’un autre tissu datant du siège de Massada de 55 à 74 après Jésus-Christ. Ce qui remet en cause la datation de 1988 et remet au goût du jour l’hypothèse de  l’authenticité du suaire  de Turin[réf. nécessaire].

#### Le suaire d'Oviedo

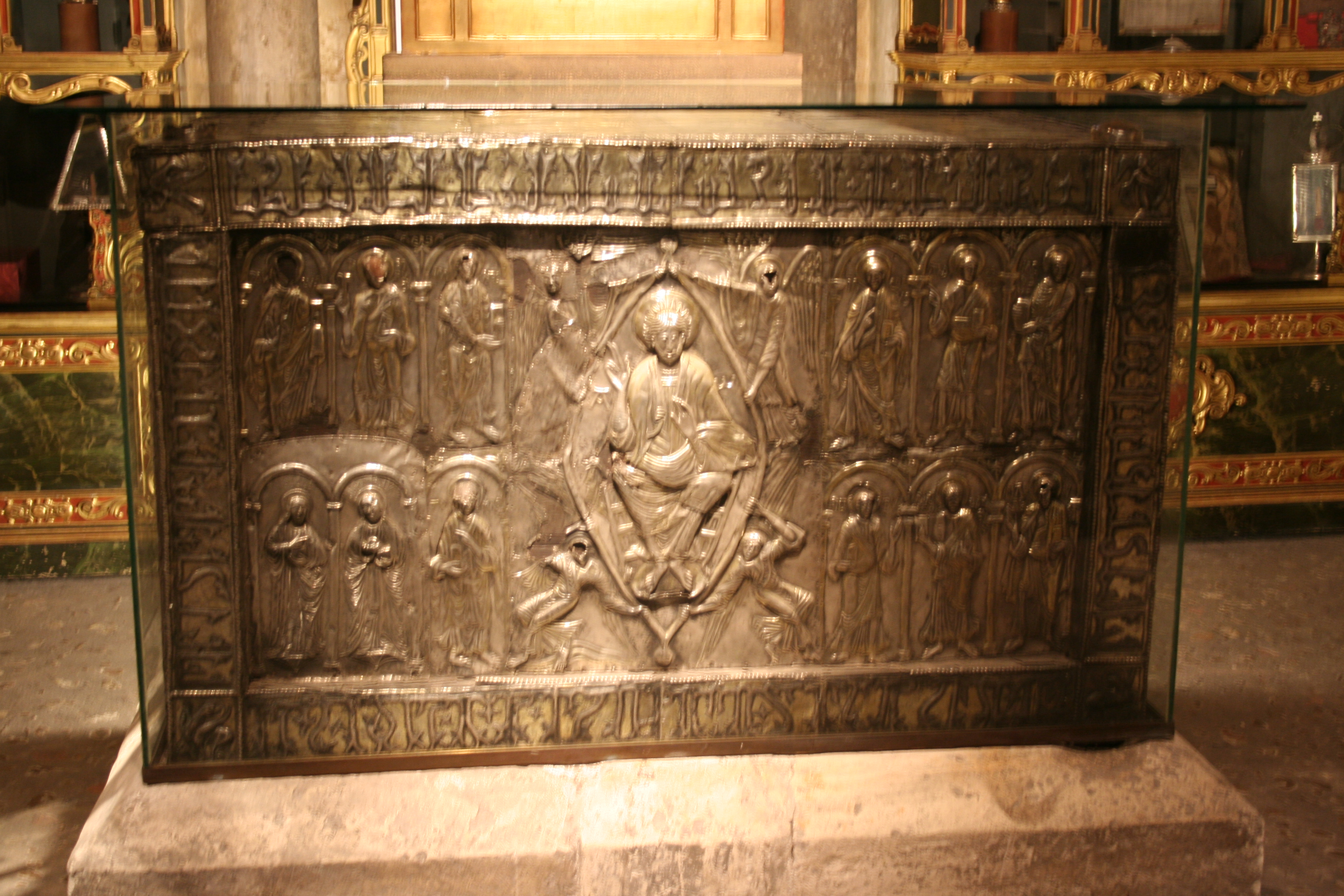
Le coffre contenant le suaire d'Oviedo.

Le suaire d'Oviedo est une toile de lin d'environ 85x52 centimètres conservée dans la Cámara Santa de la cathédrale d'Oviedo en Espagne.  Il est censé être le tissu qui entourait la tête de Jésus-Christ après sa mort, comme mentionné dans l'Évangile de Jean (20:6-7).
Le suaire est gravement sali et chiffonné, avec des taches sombres, situées symétriquement. Contrairement aux marques sur le saint suaire de Turin, ces taches ne constituent pas une image. Certains y voient cependant une correspondances entre les marques des deux suaires, ce que les sceptiques contestent. Les croyants (comme l'archiviste du Vatican Mgr Giulio Ricci qui les a étudiés en 1995) affirment que les deux tissus recouvraient le même homme. Ils affirment également que les résidus de pollen sur le suaire de Turin et celui d'Oviedo fournissent des preuves solides que les deux proviennent de la même région de Palestine.

#### Le Saint-Suaire de Cadouin

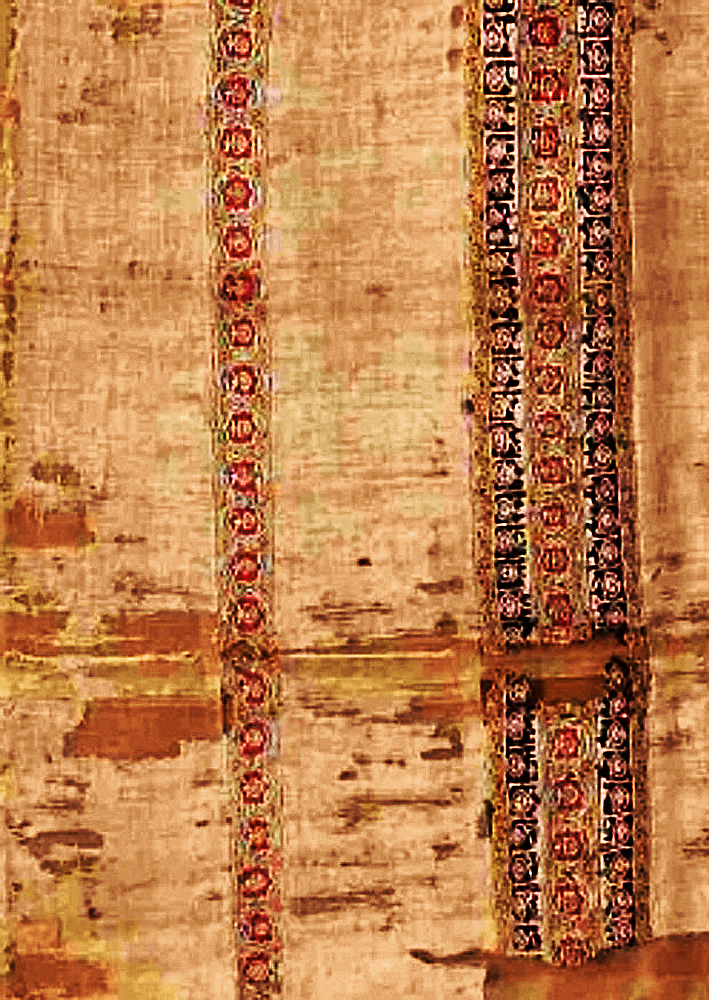
Saint-Suaire de Cadouin, en réalité voile de la période fatimide, tissé en Égypte sous le règne du calife Al-Mustalî (1094 -1101).

L'abbaye de Cadouin est un monastère cistercien du Périgord du début du XIIe siècle. L'origine du suaire de Cadouin est mal connue. D'un côté, les documents (chartes, actes officiels) concernant l'abbaye de Cadouin ne le mentionnent pas tout au long du XIIe siècle, et même en 1201, il est ignoré. Ce n'est qu'en 1214 qu'un acte de Simon IV de Montfort, le mentionne.
D'un autre côté, les histoires produites au cours du XIIIe siècle par les moines de l'abbaye le relient à une série de légendes anciennes, et avancent qu'il aurait été en possession de l'abbaye dès le début du XIe siècle.
Quoi qu'il en soit, le Saint-Suaire attire rapidement une foule de pèlerins en route vers Saint-Jacques-de-Compostelle et fait la prospérité du monastère. En 1392, devant les troubles de la guerre de Cent Ans, l'abbé Bertrand de Moulins (1392-1414) le fait transporter à Toulouse. La renommée du Saint-Suaire est telle que vers la Pentecôte 1399, le roi fou Charles VI donne l'ordre au connétable Louis de Sancerre, alors à Toulouse, de le lui apporter à Paris.
Cependant, la guerre finissant, les moines de Cadouin désirent reprendre leur relique, mais les Toulousains refusent, voulant bénéficier de son prestige. En 1455, de jeunes moines de Cadouin, sous le prétexte de l'étudier, le subtilisent grâce à de fausses clés, et s'enfuient avec. Le suaire est déposé à l'abbaye d'Obazine en Limousin.
Ce fut ensuite Obazine qui refusa de restituer la relique. Les procès furent conclus par un arbitrage de Louis XI datant de 1482, qui rendit la relique à Cadouin et lui attribua une soulte de 4.000 livres tournois en sus. Il se fait apporter ensuite le Saint-Suaire à Poitiers.
En 1789, le Saint-Suaire échappe de peu à l'incendie des archives de l'abbaye, sauvé par le maire M. Bureau, qui le dissimule jusqu'à l'ostension du 8 septembre 1797. Un nouveau pèlerinage reprend de l'importance après 1866. Des doutes sont émis sur son authenticité dès 1901, mais c'est une expertise linguistique menée à l'initiative du RP Francez qui prouve qu'il s'agit d'un faux en 1934.
En effet, le tissage est orné de bandes ornementales de tapisseries de soie insérées, portant des inscriptions en caractères coufiques, reprenant notamment la proclamation islamique solennelle (« Bismillâh Ar-Raḥmân Ar-Raḥîm… »). L'inscription fait ensuite allusion à Al-Musta'li, calife en Égypte de 1095 à 1101, et à son ministre Al-Afdhal Abu-l-Qâsim Shahanshah, qui exerçait ses fonctions de 1094 à 1121. Ces éléments permettent de situer le tissage du linge entre le début du règne de Musta'li et la prise de Jérusalem par les Croisés en 1098. Ces inscriptions de l'époque fatimide en font un exemple unique de tissu de cette époque.

#### L'image d'Édesse
L'image d'Édesse est également connue sous le nom de Mandylion. Deux images pourraient être le Mandylion. La première est la Sainte Face de Gênes, conservée à l'église de Saint-Barthélemy des Arméniens à Gênes, l'autre est la Sainte Face de San Silvestro, conservée dans la basilique San Silvestro in Capite à Rome jusqu'en 1870, et maintenant dans la chapelle Mathilde du palais du Vatican. Selon le journaliste Ian Wilson, ce qui a été vénéré sous le nom de Mandylion du VIe siècle au XIIIe siècle était en fait le Suaire de Turin, plié en huit, et conservé dans un châssis oblong de telle façon que seule la Sainte Face était visible.

#### Le voile de Véronique

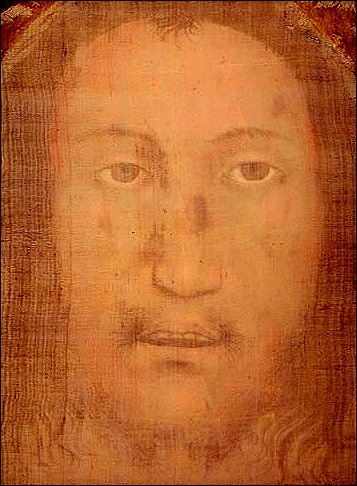
L'image de Manopello.

Selon la légende, le voile de Véronique a été utilisé pour essuyer la sueur du front de Jésus quand il portait la croix. Aujourd'hui, plusieurs images prétendent être le voile de Véronique.
La première est conservée dans la basilique Saint-Pierre de Rome. Elle était très vénérée au Moyen Âge. Elle a fait l'objet de peu d'études dans les temps modernes et il n'y a pas de photos détaillées. En 1907, l'historien d'art jésuite Joseph Wilpert a été autorisé à inspecter l'image[citation nécessaire].
Le palais de la Hofburg à Vienne possède un exemplaire du voile de Véronique, authentifié par la signature du secrétaire du pape Paul V, sous le règne duquel une série de six copies a été faite en 1617.
L'image du monastère de la Sainte-Face à Alicante, en Espagne, a été acquise par le pape Nicolas V auprès de parents de l'empereur byzantin en 1453, donnée par un cardinal du Vatican à un prêtre espagnol qui l'a emportée à Alicante en 1489.
La cathédrale de Jaén en Espagne en a aussi une copie, qui date probablement du XIVe siècle et provient de Sienne. Elle est connue sous le nom de Santo Rostro et a été acquise par l'évêque Nicolas Biedma.
En 1999, le père Heinrich Pfeiffer a annoncé lors d'une conférence de presse à Rome qu'il avait trouvé le voile dans une église du couvent des Capucins, dans le petit village de Manoppello, Italie, où il se trouvait depuis 1660. Les défenseurs de l'authenticité du Saint Suaire prétendent que le visage de l'image de Manoppello correspond exactement à la face présentée sur le suaire de Turin et aux taches de sang sur le suaire d'Oviedo, ce que bien des sceptiques contestent.

### La sainte Couronne

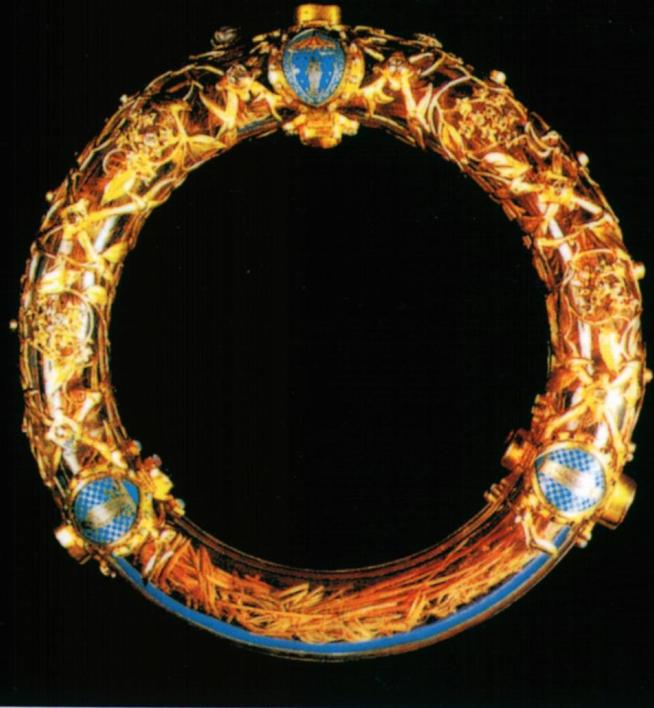
La Sainte Couronne d’Épines de Paris

Dans les reliques de la Passion exposées à Notre-Dame de Paris, on trouve un morceau de la Vraie Croix, découverte par sainte Hélène au début du IVe siècle et qui avait été conservé à Rome, un clou de la Passion et la Sainte Couronne d'épines.
Malgré de nombreuses études et recherches historiques et scientifiques, son authenticité ne peut être certifiée mais elle a fait l'objet de plus de seize siècles de dévotion.
Saint Jean rapporte, dans la nuit du Jeudi Saint au Vendredi saint, que les soldats romains s'étaient moqué de la « royauté » du Christ en plaçant une couronne d'épines sur sa tête (Jean 19:12).
La couronne de la cathédrale de Paris est un cercle de cannes regroupés et liés par des fils d'or. Les épines sont attachées à ce cercle tressé de 21 centimètres de diamètre. Les épines avaient été dispersées au cours des siècles par les empereurs byzantins et les rois de France. On en compte 70, toutes du même type.
Dès le IVe siècle les pèlerins à Jérusalem évoquent la couronne d'épines et les instruments de la Passion du Christ. En 409, saint Paulin de Nole en fait mention comme étant l'une des reliques conservées dans la basilique du Mont Sion à Jérusalem. Vers 575, Cassiodore, dans son Commentaire sur le 75e psaume, écrit : « Jérusalem possède la Colonne, ici, il y a la couronne d'épines ! ».
Entre les VIIe et Xe siècles, les reliques ont été transférées progressivement dans la chapelle des empereurs byzantins à Constantinople, principalement pour les garder à l'abri des pillages, comme ceux subis par le Saint Sépulcre, lors des invasions perses. En 1238, Byzance est gouvernée par l'empereur latin Baudouin de Constantinople. Comme il était en grande difficulté financière, il a décidé de mettre en gage les reliques dans une banque de Venise pour obtenir un crédit.
Saint Louis, roi de France, prend la relève et rembourse les Vénitiens. Le 10 août 1239, le roi, suivi d'un brillant cortège, accueille 29 reliques à Villeneuve-l'Archevêque. Le 19 août 1239, le cortège arrive à Paris. Après avoir ôté ses vêtements royaux, vêtu d'une simple tunique, pieds nus et aidé de son frère, il porte la couronne d'épines à Notre-Dame de Paris avant de les déposer dans la chapelle du palais. Plus tard, il fait construire un reliquaire digne de les recevoir : la Sainte Chapelle.
Pendant la Révolution française, les reliques sont conservées à la Bibliothèque nationale. Après le Concordat de 1801, on les rend à l'archevêque de Paris, qui, le 10 août 1806, les place dans le trésor de la cathédrale. Elles y sont toujours, placées dans des reliquaires offerts par Napoléon Ier et Napoléon III. Elles sont  conservées et présentées au public par les chanoines du chapitre de la basilique métropolitaine, et placées sous la garde des chevaliers du Saint-Sépulcre de Jérusalem.
Le 15 avril 2019, un terrible incendie ravage en grande partie la cathédrale Notre-Dame. La couronne d'épines ainsi que d’autres reliques ont été sauvées des flammes par le père Fournier.

### Le Saint Calice
Le Saint Calice est le récipient que Jésus a utilisé lors de la Cène pour servir le vin, comme le rapporte l'Évangile de Matthieu (26:27-28): « Buvez-en tous, car ceci est mon sang, le sang de l'Alliance, versé pour la multitude, pour le pardon des péchés. »
Plusieurs « saints calices » ont été signalés. Cela a donné naissance à la légende du Saint-Graal, qui ne fait pas partie de la tradition catholique, mais de la mythologie. Sur les calices existants, seul le « Santo-Caliz de Valencia » (Saint Calice de la cathédrale de Valence) est reconnu comme une «relique historique» par le Vatican, sans affirmer pour autant qu'il s'agit du calice utilisé lors de la Cène. Bien que les papes Jean-Paul II et Benoît XVI aient vénéré ce calice à la cathédrale de Valence, il n'a jamais été officiellement authentifié.

### La Vraie Croix

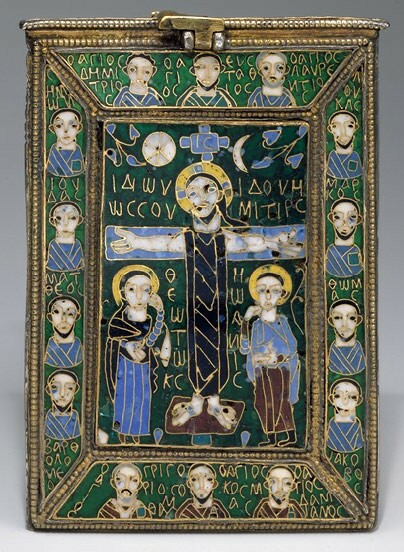
Staurothèque byzantine du début du IXe siècle

Dans la tradition chrétienne, la Vraie Croix se réfère à la croix utilisée lors de la crucifixion. Aujourd'hui, de nombreux fragments de bois sont revendiqués comme des reliques de vraie croix, mais il est difficile d'en établir l'authenticité. On appelle staurothèques les reliquaires qui en abritent les fragments. Elle est devenue à partir du IVe siècle une des principales reliques de la chrétienté, faisant l'objet d'une vénération particulière. La tradition médiévale de l'invention de la Vraie Croix est reprise au XIIIe siècle dans la Légende Dorée de Jacques de Voragine. 
Tradition et légende attribuent la découverte de la Vraie Croix à Sainte Hélène, mère de Constantin le Grand, qui se rendit en Palestine au cours du IVe siècle à la recherche de reliques. Eusèbe de Césarée est le seul auteur contemporain qui décrit le voyage d'Hélène, dans sa Vie de Constantin. Mais Eusèbe ne mentionne pas la découverte de la Vraie Croix. Au Ve siècle, Socrate le Scolastique, Sozomène et Théodoret de Cyr reprennent cette tradition dans leurs Histoires ecclésiastiques.
L'authenticité des fragments conservés dans de nombreux endroits n'est pas universellement acceptée, y compris par des chrétiens. Calvin écrit dans son Traité des reliques que l'ensemble des fragments pourrait aisément remplir un navire. Selon un adage célèbre, avec tout le bois de la croix, « on aurait pu chauffer Rome pendant un an. »
En réaction, les Bollandistes, jésuites chargés de recenser le vrai du faux dans la vie des Saints honorés par les catholiques, ont retracé l'histoire de la Vraie Croix et inventorié toutes ses reliques connues et leur volume . Ils ont ainsi identifié et évalué près de 80 reliques de la Croix, totalisant moins d’un dixième du volume estimé du bois de la Croix…

## Autres reliques

### Reliques de la Passion
L'authenticité de ces reliques est mise en cause. Par exemple, en ce qui concerne les « saints clous » ramenés par Hélène, la Catholic Encyclopedia se pose la question, longuement débattue de savoir si le Christ a été crucifié avec trois ou quatre clous :
« On ne peut que douter sur l'authenticité de ces trente ou plusieurs saints clous qui sont encore vénérés, ou qui ont été vénérés jusqu'à une époque récente, dans les trésors tels que celui de Santa Croce à Rome, ou ceux de Venise, Aix-la-Chapelle, l'Escurial, Nuremberg, Prague, etc. La plupart étaient probablement au début présentés comme des copies qui avaient touché des clous plus anciens considérés comme réels »
La Scala Santa, l'escalier du prétoire de Ponce Pilate, monté par Jésus lors de son procès, aurait également été amené à Rome par sainte Hélène de Constantinople au IVe siècle.
La basilique du Saint-Sang de Bruges, en Belgique, revendique la possession d'un échantillon du sang du Christ dans une fiole qui contient un chiffon imbibé de sang, offert à la ville par Thierry d'Alsace en 1146.
D'autres reliques de la crucifixion :
- Les Saints Clous conservés intacts, ou transformés tels le Saint Mors (présenté à Carpentras, Milan et au Puy-en-Velay) ou la Couronne de fer de Lombardie
- La Sainte Tunique du Christ est revendiquée à la fois par la cathédrale de Trèves, en Allemagne, et par la basilique Saint-Denys d'Argenteuil, en France.
- Le calvaire de la crucifixion, un petit rocher appelé Golgotha, est montré dans l'église du Saint-Sépulcre à Jérusalem. À l'intérieur de l'église se trouve un rocher d'environ 7 m de long sur 3 mètres de largeur, d'une hauteur de  4,8 mètres, considéré comme ce qui est maintenant la partie visible du Calvaire.
- La Sainte Lance, lance que Longin le Centurion a utilisé pour percer le côté de Jésus quand il était sur la croix, afin de s'assurer qu'il était mort.
- La Sainte Éponge, dans la basilique Sainte-Croix-de-Jérusalem à Rome.
- Le roseau divisé en quatre parties qui sont envoyées, selon différentes traditions, à Florence, dans l'église Saint-Julien de Lunegarde, dans le couvent d’Andechs en Bavière et le couvent de Watoped du Mont Athos[6],[7].
- La colonne de la Flagellation, où Jésus a été attaché, est revendiquée par plusieurs églises, dont la basilique Sainte-Praxède à Rome.
- Le bandeau du Christ, linge porté lors de son procès devant Caïphe selon une interprétation des Évangiles[8]. Le Saint-Bandeau est une relique dont la destinée parait étroitement jointe à celle du Saint Suaire. Cette relique se retrouve selon différentes traditions « invraisemblables » dans la cathédrale de Clermont-Ferrand (tradition du IIIe siècle), l’Abbaye Saint-Pierre de Marcilhac-sur-Célé (traditions du IXe siècle d'une donation de Charlemagne ou de Namphase), l’église de Saint-Julien de Lunegarde (transfert de Marcilhac)[9].
- Les reliques du Saint Sang sont très nombreuses en Europe. Des gouttes du sang se sont échappées des blessures de Jésus-Christ lors de sa crucifixion.
- Le Saint Pagne qui aurait servi à cacher la nudité de Jésus-Christ lors de sa crucifixion est déposé dans la châsse de la Sainte Vierge Marie qui se trouve dans la cathédrale d'Aix-la-Chapelle en Allemagne.
- Les Sandales du Christ, conservées dans un reliquaire de la basilique de Prüm en Allemagne, comptent parmi les reliques les plus importantes du Moyen Âge. Elles apparaissent lors du partage des vêtements de Jésus au cours de la crucifixion.

### Les Saintes Larmes
Les Saintes Larmes sont des reliques provenant des larmes que Jésus de Nazareth aurait versées à la mort de Lazare.

#### Sainte Larme de Vendôme
La Sainte Larme de Vendôme fut confiée lors de sa fondation à l'Abbaye de la Trinité de Vendôme et qu'une longue tradition identifie aux larmes que le Christ aurait versées lors de la mort de Lazare. Elle aurait été recueillie par un ange qui l'aurait ensuite confiée à Marie-Madeleine. 
Au XVIIe siècle, l'authenticité de cette relique fait l'objet d'une controverse entre Jean-Baptiste Thiers qui la conteste et Jean Mabillon qui la défend.
Actuellement conservée à l'église de la Trinité, elle se présente sous la forme d'un fragment de cristal de roche au centre duquel se trouve une goutte transparente conservée dans une ampoule de cristal.

#### Sainte Larme de Chemillé
Une relique contenant une larme du Christ est conservée à Chemillé (Maine-et-Loire) depuis le XIe siècle. Selon la légende, un ange aurait recueilli des larmes versées par le Christ sur la tombe de Lazare et les aurait confiées à Marie-Madeleine. On retrouve la trace de la Sainte Larme en Occident au XIe siècle. La relique fut offerte à Geoffroy Martel, comte d'Anjou et abbé de Vendôme qui en confie une partie à son vassal, le baron Pierre Ier de Chemillé. La relique fut conservée pendant près d'un siècle et demi dans la chapelle du château, puis dans la collégiale St-Léonard à partir du XIIIe siècle. Cette Sainte Larme fut déposée dans un reliquaire circulaire de vermeil et d’argent, enchâssée dans une pastille de verre, d'un diamètre de 10 cm environ.
En mars 1794, pendant la Guerre de Vendée, la collégiale fut incendiée par les Colonnes infernales. La Sainte Larme aurait été retrouvée intacte après l'incendie par des enfants; elle est enterrée jusqu'au retour de la paix. Au début du XIXe siècle, après cinq ans d'enquête, la relique est reconnue comme authentique en 1812.

#### Sainte Larme d'Allouagne
Une Sainte Larme est conservée à Allouagne dans le Pas-de-Calais. En 1099, pendant les croisades, Godefroy de Bouillon fit parvenir à sa nourrice qui détenait une propriété à Allouagne en Artois, une fiole contenant une larme versée par Jésus-Christ devant le corps de Lazare.
Cette relique est composée d'une pierre grisâtre sur laquelle des larmes de Jésus seraient tombées. Cette pierre est enserrée dans une fiole en argent, elle-même déposée dans un châssis de bois doré. Tous les 21 juin, on distribuait aux pèlerins de l'eau bénite dans laquelle on avait plongé la pierre sacrée. Cette "Eau de la Sainte Larme" était censée guérir les maladies des yeux.

#### Sainte-Larme de Selincourt
Bernard III de Moreuil reçut en récompense de sa bravoure lors du siège de Constantinople (1204) par les croisés, une petite fiole de verre de la forme d'une larme contenant des larmes et du sang du Christ. Il rapporta cette sainte relique en France et en fit don, en 1209, à l'abbaye de Selincourt, dans le diocèse d'Amiens. On attribuait à cette Sainte-Larme des vertus miraculeuses, en particulier, celle de guérir les maux d'yeux ou la cécité. 
À la Révolution, l'abbaye fut complètement détruite. La Sainte Larme, après bien des périples, fut conservée à l'église Saint-Rémi d'Amiens dans un reliquaire réalisé par Placide Poussielgue-Rusand.

#### Autres lieux de conservation de larmes du Christ
- Fontcarmot,
- Orléans (Église Saint-Pierre-le-Puellier) : en 998, un Christ de cette église répandit des larmes. Une de celles-ci, recueillie et vénérée lors des guerres de Religion, disparut par la suite.
- Saint-Maximin-la-Sainte-Baume (Var),
- Thiers (Puy-de-Dôme)

### Sacré Berceau

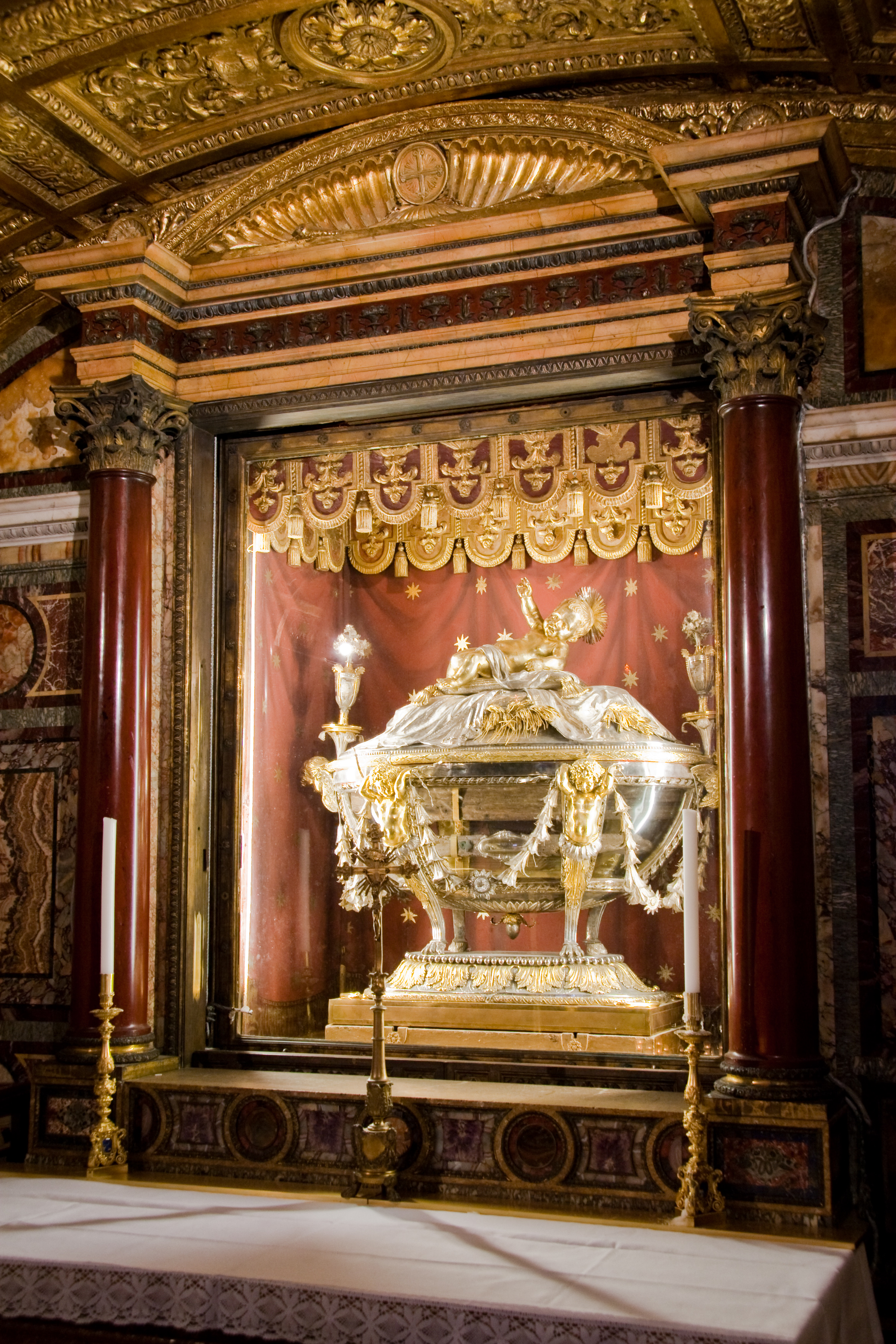
Relique du « Sacré Berceau » dans la basilique Sainte-Marie-Majeure.

À Jérusalem, l'angle nord de la cour à l'entrée des Écuries de Salomon, sous l’angle sud-est du mont du Temple, abrite une petite pièce rectangulaire nommée « Sidna Issa » (mot à mot : « Notre Seigneur Jésus ») qui abriterait le « Berceau de Jésus ». Selon la tradition, c'est l'endroit où la Vierge Marie coucha Jésus-Christ dans un berceau en bois après qu'il a été présenté au Temple. Une autre tradition affirme que la Basilique Sainte-Marie-Majeure contient comme relique le « Sacré Berceau », reliquaire en cristal censé contenir des pièces de bois appartenant à la Crèche de Jésus.

### Divers
Diverses reliques attribuées à Jésus se trouvent un peu partout dans le monde. Dans de nombreux cas, il y a des revendications contradictoires d'un vestige unique existant simultanément à différents endroits.
- Le monastère de Saint-Paul sur le mont Athos prétend posséder les reliques des cadeaux des Rois mages
- La cathédrale de Dubrovnik, en Croatie, revendique les langes que l'enfant Jésus portait lors de la présentation au Temple.
- À divers moments de l'histoire, de nombreuses églises en Europe ont prétendu posséder, en même temps, le Saint Prépuce, le prépuce de Jésus ôté lors de sa circoncision.
- Le Saint Ombilic est conservé au moins à trois endroits différents : Rome, Clermont et Châlons-en-Champagne.
- La France possède quelques Saintes Dents : Paris, Versailles, Soissons, Noyon.
- Le couteau qui aurait servi à opérer la circoncision de Jésus, conservé dans un reliquaire du monastère Saint-Corneille de Compiègne[13].
- Le couteau utilisé par Jésus lors de la Dernière Cène est vénéré au Moyen Âge, selon le Guide des pèlerins de Saint-Jacques-de-Compostelle. Un couteau utilisé par Jésus pour trancher le pain a été exposée en permanence dans la Logetta (entrée) du campanile de Saint-Marc à Venise.

## Source
- (en) Cet article est partiellement ou en totalité issu de l’article de Wikipédia en anglais intitulé « Relics associated with Jesus » (voir la liste des auteurs).